# Dom Sébastien
Dom Sébastien, Roi de Portugal és un grand opéra en cinc actes composta per Gaetano Donizetti sobre un llibret d'Eugène Scribe (traducció italiana de Giovanni Ruffini), basat en Dom Sébastien de Portugal de Paul-Henri Fouchet. S'estrenà a la sala Le Peletier de l'Òpera de París el 13 de novembre de 1843. Una versió revisada en alemany per Leo Herz va ser posada en escena al Theater am Kärntnertor de Viena, el 6 de febrer de 1845, com Dom Sebastian. A Catalunya, s'estrenà el 27 de setembre de 1848 al Gran Teatre del Liceu de Barcelona en una versió en italià amb el nom de Don Sebastiano.
És una ficció històrica sobre el rei Sebastià de Portugal (1554-1578) i la seva malaurada expedició de 1578 al que avui és el Marroc. Aquesta va ser l'última òpera que Donizetti va acabar abans d'embogir com a resultat de la sífilis.
A l'època, Donizetti estava intentant compondre una òpera competitiva amb les òperes històriques similars compostes per Daniel Auber, Fromental Halévy i Giacomo Meyerbeer. Una descripció crítica de la naturalesa de Dom Sébastien és "un funeral en cinc actes". Per contrast, Winton Dean ha descrit la principal característica de l'òpera com "honestedat dramàtica intransigent" en els seus comentaris en facetes inusualment dramàtiques de l'obra. Mary Ann Smart ha preparat una edició crítica de l'òpera en francès, que inclou apèndixs amb afegits que Donizetti va fer per a una producció en alemany a Viena el 1845.

## Personatges
| Rol | Tessitura    | Estrena, 13 de novembre de 1843 (Director: -) |
| --- | ------------ | --------------------------------------------- |
| Dom Sébastien, rei de Portugal | tenor        | Gilbert Duprez                                |
| Dom Antonio, el seu oncle, regent del regne en la seva absència                                                                                     | tenor        | Jean-Baptiste Octave                          |
| Dom Juam de Sylva, Gran Inquisidor | baix         | Nicolas Levasseur                             |
| Le Camoëns, soldat i poeta | baríton      | Paul Barroilhet                               |
| Dom Henrique, tinent de Dom Sébastien | baix         | Ferdinand Prévost                             |
| Ben-Selim, governador de Fes | baix         | Hippolyte Brémont                             |
| Abayaldos, cap de les tribus àrabs, promès de Zayda                                                                                                 | baríton      | Jean-Étienne-Auguste Massol                   |
| Zayda, filla de Ben-Selim | mezzosoprano | Rosine Stoltz                                 |
| Dom Luis | tenor        |                                               |
| Soldat | baix         |                                               |
| Primer Inquisidor | tenor        |                                               |
| Segon Inquisidor | tenor        |                                               |
| Tercer Inquisidor | baix         |                                               |
| Cor: Homes i dones de la cort de Portugal, soldats i mariners portuguesos, soldats i dones àrabs, membres de la Inquisició, homes i dones del poble |              |                                               |

## Argument

### Acte I

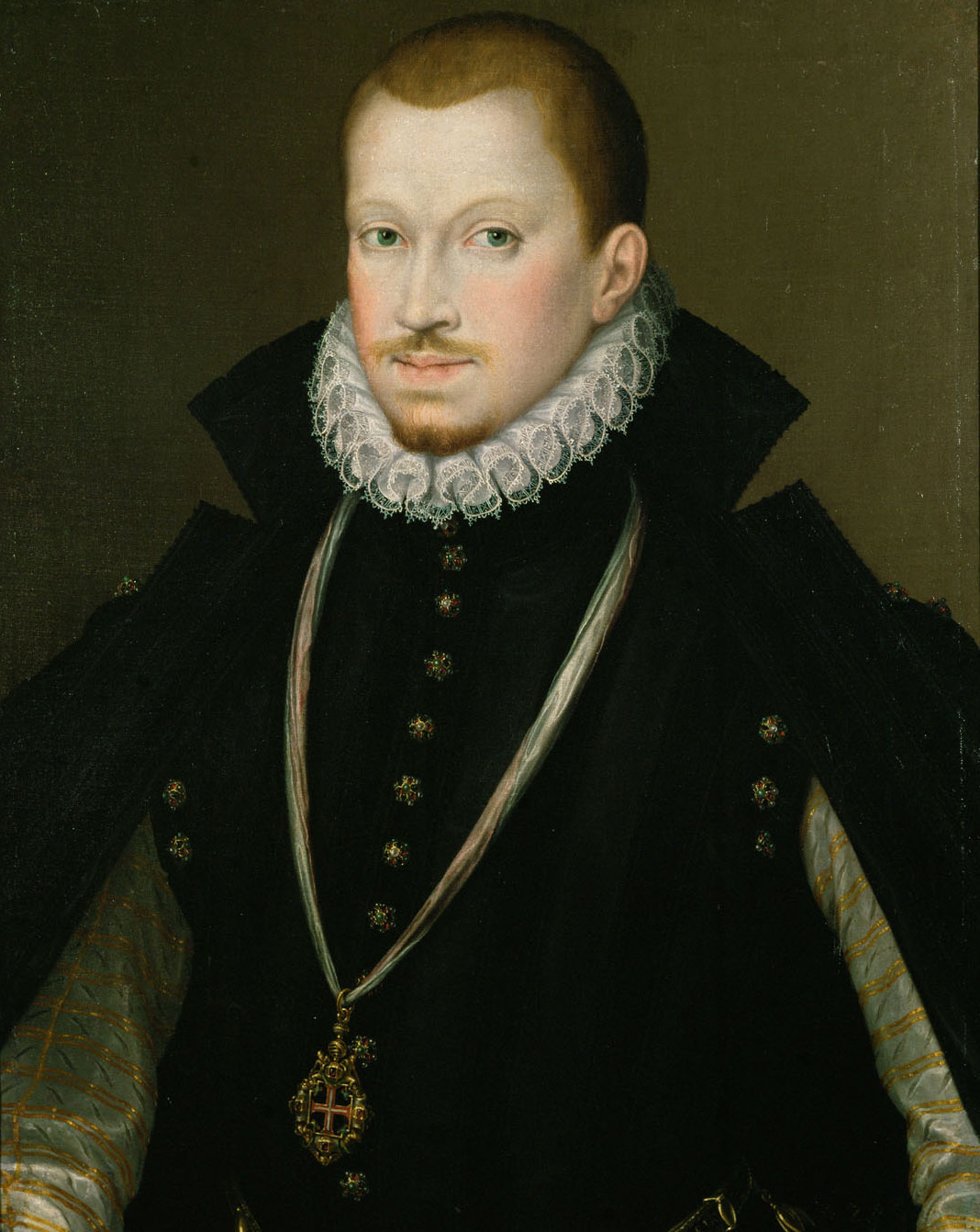
Don Sebastian, Rei de Portugal

Don Sebastian, rei de Portugal, jove valerós, prepara les seves naus per conquerir el Marroc però abans de marxar deixa encomanada la regència al seu oncle Antonio Cardenal i a Don Juan de Silva, inquisidor general, el seu conseller privat; concedeix gràcia de la vida a Zayda jove mora que per sentència del Sant Ofici anava a ser cremada, permetent tornar a veure la seva terra nativa. El Rei parteix amb el seu exèrcit i acompanyat de Camoens, soldat i poeta entusiasta del jove monarca que només desitja combatre al costat del seu rei. Mentre, a Portugal, governen l'ambiciós Don Antonio i el poderós Don Juan de Silva, que estava des de feia molt temps en relació amb el govern de Felipe II, el qual desitjava unir al seu poder i corona el regne de Portugal.

### Acte II

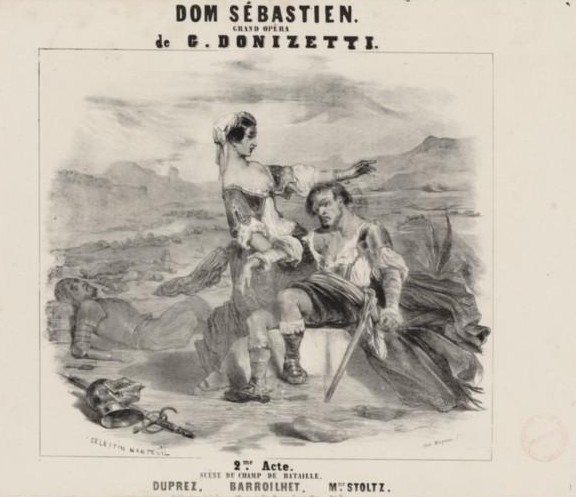
Escena del segon acte al camp de batalla

La jove Zaida es troba en companyia del seu pare Ben-Selim governador de Fes, però malgrat el luxe i obsequis en la que es veu envoltada, la memòria del jove rei de qui està enamorada i al qual deu la vida, la turmenta contínuament i la priva de l'alegria, i tem per la vida del seu adorat que combat en aquelles platges contra els àrabs al comandament de Abayaldos, promès espòs de Zaida. Don Sebastian és vençut per l'exèrcit àrab. El noble D. Enrique lloctinent del rei ferit s'ofereix al furor d'Abayaldos que concedeix la vida a tots si aconsegueixen apoderar-se del monarca portuguès. D. Enrique salva la vida del seu sobirà dient ser el Rei i mor mentre que els capitans portuguesos han traslladat a Don Sebastian ferit darrere d'una roca. Zaida el socorre i li prodiga les majors cures obtenint d'Abayaldos gràcia de la vida i la llibertat del seu estimat prometent en premi la seva mà.

### Acte III
Recepció dels regents de Portugal als ambaixadors de totes les nacions els quals reconeixen la regència de Don Antonio, oncle del rei D. Sebastian a qui creuen difunt. Avayaldos és enviat en qualitat de tal per l'emperador del Marroc i l'acompanya Zaida: ell tracta la pau entre Portugal i el bajà de Fes. D. Sebastian, a qui va donar llibertat Zaida, es troba a Lisboa amb el soldat i poeta Camoens. Es reconeixen i enmig de la seva desgràcia juren auxiliar-se mútuament, veuen passar el seguici fúnebre que celebra les exèquies del difunt rei, i en sentir Camoens culpar d'imprudent al seu estimat monarca interromp la processó amb les seves veus i protestes que el seu rei viu per al càstig dels culpables vassalls. L'inquisidor general D. Juan de Silva dona ordre que faci el seu curs la processó agafant a l'impostor que mentint tracta d'introduir la discòrdia al regne. Es presenta llavors el rei i és reconegut pels soldats que donen vives al seu monarca. Però Avayaldos promet haver vist morir a Don Sebastian a Fes i el rei i Camoens són posats a disposició del Tribunal del Sant Ofici per ser jutjats com a impostors

### Acte IV
Els inquisidors s'afanyen a jutjar als suposats reus introduint-se furtivament d'una banda Abayaldos amb el mantell de familiar i per altra Zaida, i després de la ben ordida acusació que sosté l'inquisidor Silva, Zaida es descobreix i testifica haver salvat la vida al rei D. Sebastian i ser el que es troba present, havent fingit ser rei el noble don Enrique, tinent que va morir per ell a Fes. Abayaldos en reconèixer a Zaida la repudia i com que el Tribunal tenia gran interès a privar de la corona a D Sebastian, suspèn el judici per condemnar-lo, amb la generosa Zaida que se sacrifica per qui tant estima i tots dos són conduïts als calabossos de la Inquisició.

### Acte V
D Joan de Silva rep l'ambaixador d'Espanya Don Luis que li assegura que l'armada espanyola al comandament del duc d'Alba estaria a Lisboa aquella nit, amb la condició que el regne de Portugal se cedís al seu rei D Felip II oferint-li en pagament el poder sobirà. L'Inquisidor general diu a Zaida que si aconsegueix fer signar a D. Sebastian la renúncia del seu tron a favor del rei d'Espanya consentirà en donar la seva vida i la del rei en premi perquè lluny d'aquelles terres visquin feliços. Zaida veu al seu amant i al rei, a qui li lliura la renúncia, suplicant-li que no doni el seu deshonor per la vida, però sona l'hora de l'execució. El rei, valent-se d'un descuit de Zaida, signa la renúncia que lliura als familiars que apareixen; ella se'n va a llençar-se al Tajo però el rei la deté.
Se sent Camoens que porta previngut tot el necessari per facilitar-los la fugida. Apareix Camoens per la finestra i diu que si aconsegueixen escapar es veurà en el seu tron al desgraciat Rei a causa que el poble commogut li reclama la seva llibertat. Ajudats d'una escala de mà que Camoens assegura en la finestra es disposen a fugir. Camoens baixa primer, ja es troben el Rei i Zaida a la meitat del camí que els condueix a la barca quan uns soldats col·locats oportunament per l'ambiciós regent don Antonio tallen l'escala i cauen ambdós amants al precipici. Llavors don Antonio es creu ser rei però don Juan de Silva apareix amb tots els Inquisidors, i a pública veu llegeix la renúncia que fa don Sebastian del seu tron a favor del rei Felip II. Se senten vives al rei d'Espanya i tots els vaixells fondejats al Tajo enarboren les seves banderes, onejant el pavelló espanyol en els de la flota que es troba a Portugal. Camoens fidel al seu senyor es va precipitar a les aigües per salvar-lo i és conduït exànime a l'hospital de la marina.